# Angerona aurea
Angerona aurea är en fjärilsart som beskrevs av Williams 1947. Angerona aurea ingår i släktet Angerona och familjen mätare. Inga underarter finns listade i Catalogue of Life.